# En apprenant à être moi
En apprenant à être moi est une nouvelle de science-fiction de l'écrivain australien Greg Egan, publiée pour la première fois en juillet 1990 dans Interzone 37. La nouvelle a été incluse dans les recueils Axiomatique en 1995 et The Best of Greg Egan en 2019,.

## Intrigue
Dans un monde futuriste, chaque être humain se voit implanté à la naissance un dispositif Ndoli (communément appelé « cristal ») dans le cerveau. Il cartographie chacune de leurs pensées et de leurs actions pour copier entièrement leur conscience, apprenant ainsi à être eux. Les entrées sensorielles du cerveau sont copiées et envoyées au cristal, et le cristal, qui contient un réseau de neurones, est entraîné à imiter les signaux sortant du cerveau.
Contrairement au cerveau, le cristal ne se dégrade quasiment pas, et peut survivre pendant un milliard d'années. À un moment librement choisi, typiquement quand les gens atteignent la vingtaine et que leur cerveau est à son apogée, les gens font une opération chirurgicale où les signaux de sortie du cristal sont connectés au reste du corps, remplaçant ceux du cerveau biologique et prenant ainsi le contrôle du corps. Peu après, le cerveau biologique est retiré et détruit.
Alors que de nombreuses personnes considèrent l'échange comme totalement sans problème et prétendent être toujours elles-mêmes par la suite, certaines craignent que l'échange n'entraîne leur mort et que le cristal ne fasse que les imiter parfaitement.
Le protagoniste accepte avec sa femme Daphné de faire l'opération ensemble, mais s'échappe à la dernière minute par peur de mourir et ne revient pas avant un an. Daphné demande le divorce et lui écrit une lettre expliquant à quel point l'échange s'est déroulé sans problème, après quoi le protagoniste demande conseil à un psychologue qui n'a pas procédé à l'opération et n'a pas l'intention de le faire pour le reste de sa vie. Le protagoniste décide à nouveau de subir l'opération. Mais deux mois avant l'opération, l'appareil servant à entraîner le cristal et à le synchroniser avec le cerveau biologique tombe en panne. Paniqué, le protagoniste se rend compte qu'il ne contrôle aucune partie de son corps, et conclut qu'il est le cristal, et non le cerveau biologique. Ignorant cela, le cerveau biologique subit l'échange, ce qui entraîne sa mort, et le protagoniste finit par prendre le contrôle et atteindre l'immortalité.

## Traduction
La nouvelle a été traduite en italien (1993), japonais (1995), français (1995), allemand (2002) et espagnol (2006). Elle a été traduite de l'anglais vers le français par Sylvie Denis et Francis Valéry. 
La nouvelle a fait l'objet d'une lecture audio en français par Thibaut Giraud sur YouTube.

## Contexte
Le dispositif Ndoli (le cristal) apparaît également dans les nouvelles « Closer » (1992) et « Border Guards » (1999) de Greg Egan.

## Réception
Karen Burnham, écrivant dans la New York Review of Science Fiction, considère la nouvelle comme un « classique instantané ». Dans Greg Egan (Masters of Science Fiction), Burnham le qualifie de « l'une de ses histoires les plus importantes » et affirme qu'elle « s'intéresse de manière critique à l'identité et à la manière dont elle peut être maintenue (ou pas) lors de la transformation en une conscience numérique immortelle ».
Salik Shah, dans un article publié dans Reactor magazine, déclare que « il y a des concepts comme l'égo et l'identité sont attachés au superordinateur organique qu'est notre cerveau » et que « la science-fiction met le lecteur dans une situation inconfortable, nous forçant à vivre les luttes internes et externes des personnages ». Il ajoute qu'« à la fin de ces voyages, nous devenons eux ou nous ne sommes plus comme eux » et que « si le cristal est accompagné de la promesse de jeunesse et de longévité », alors il « souscrira à l'amélioration (sans les crises existentielles) à tout moment ».